# Dorylaea hosei
Dorylaea hosei är en kackerlacksart som först beskrevs av Robert Walter Campbell Shelford 1909.  Dorylaea hosei ingår i släktet Dorylaea och familjen storkackerlackor. Inga underarter finns listade i Catalogue of Life.